# کارملو کابررا
کارملو کابررا (اسپانیایی: Carmelo Cabrera‎؛ زادهٔ ۶ ژانویهٔ ۱۹۵۰) بازیکن بسکتبال اهل اسپانیا بود.
از باشگاه‌هایی که در آن بازی کرده‌است می‌توان به باشگاه بسکتبال رئال مادرید اشاره کرد.
وی در مسابقات کشوری و بین‌المللی در مجموع برندهٔ ۱ مدال نقره شده‌است.